# Rithy Panh
Rithy Panh (Phnom Penh, 18 aprile 1964) è un regista, sceneggiatore e produttore cinematografico cambogiano, attivo soprattutto nel campo dei documentari.

## Biografia
Per sfuggire al genocidio cambogiano degli anni '70 si rifugiò prima in Thailandia e poi in Francia, dove studiò alla scuola di cinema e si stabilì. Nel 1989 dirige il suo primo documentario (Site 2) narrando proprio la condizione dei rifugiati cambogiani. Nel 1994 viene selezionato per partecipare al Festival di Cannes con Neak sre.  Nel 2000 vince il Cinéma du Réel.
A Cannes partecipa di nuovo nel 2003 con S21: La macchina di morte dei Khmer rossi (vince il premio François Chalais). Proprio con questo film ottiene il Chicago International Film Festival, l'European Film Awards 2003 (miglior documentario) e altri riconoscimenti. Nel 2007 vince di nuovo il premio European Film Awards 2007 nella categoria miglior documentario per Le papier ne peut pas envelopper la braise.
Nel 2013 il suo documentario The Missing Picture vince il premio Un Certain Regard al Festival di Cannes 2013. È in nomination anche agli European Film Awards 2013 (categoria miglior documentario). Con lo stesso film nel 2014 ottiene una nomination ai Premi Oscar 2014 nella categoria miglior film straniero, primo film cambogiano ad ottenere una nomination all' Oscar. Nel 2020, al Festival di Berlino, il suo documentario Irradiés vince Premio della giuria "Cortometraggi".

## Filmografia

### Regista

#### Cinema
- Neak sre (1994)
- Un soir après la guerre (1998)
- Que la barque se brise, que la jonque s'entrouvre (2001)
- Una diga sul Pacifico (Un barrage contre le Pacifique) (2008)
- Gibier d'élevage (2011)
- Exil (2016)

#### Documentari
- Site 2 (1989)
- Cinéma, de notre temps - documentario TV, episodio 1x07 (1991)
- Cambodia, entre guerre et paix (1991)
- The Tan's Family (1995)
- Lumière sur un massacre - documentario TV, episodio 1x08 (1996)
- Bophana, une tragédie cambodgienne (1996)
- La Terre des âmes errantes (2000)
- Wide Angle - documentario TV, episodio 1x04 (2002)
- S21: La macchina di morte dei Khmer rossi (S-21, la machine de mort Khmère rouge) (2003)
- Les Gens d'Angkor (2004)
- Les Artistes du théâtre brûlé (2005)
- Le papier ne peut pas envelopper la braise (2007)
- Duch, le maître des forges de l'enfer (2011)
- L'immagine mancante (L'image manquante) (2013)
- Docs interdits - documentario TV, 1 episodio (2015)
- Les Tombeaux sans noms (2018)
- Irradiés (2020)
- Everything Will Be OK (2022)

### Produttore
- Per primo hanno ucciso mio padre (First They Killed My Father), regia di Angelina Jolie (2017)

## Riconoscimenti
- Festival internazionale del cinema di Berlino
  - 2020 – Premio miglior documentario per Irradiés
  - 2022 – Orso d'argento per il miglior contributo artistico per Everything Will Be OK